# The Cookies
The Cookies was een Amerikaanse in 1954 geformeerde r&b-meidengroep uit Brooklyn die actief was in twee verschillende bezettingen, de eerste van 1954 tot 1958, die later The Raelettes werd, en de tweede van 1961 tot 1967. Verschillende leden van beide bezettingen waren leden van dezelfde familie. Beide bezettingen waren het meest prominent als sessiezangers en achtergrondvocalisten.

## Bezetting
- Dorothy Jones
- Margaret Ross
- Earl-Jean McCree
- Darlene McCrea
- Margie Hendricks
- Beulah Robertson

## Carrière
The Cookies, opgericht in 1954 in Brooklyn, bestonden oorspronkelijk uit Dorothy Jones, Darlene McCrea en Dorothy's nicht Beulah Robertson. In 1956 werd Robertson vervangen door Margie Hendricks (Hendrix). De groep maakte kennis met Ray Charles via hun sessiewerk voor Atlantic Records. Op 3 augustus 1958 traden The Cookies op met Ray Charles en Ann Fisher voor het Cavalcade of Jazz-concert, geproduceerd door Leon Hefflin sr., gehouden in het Shrine Auditorium in Los Angeles. De andere headliners waren Little Willie John, Sam Cooke, Ernie Freeman en Bo Rhambo. Sammy Davis jr. was erbij om de winnaar van de Miss Cavalcade of Jazz schoonheidswedstrijd te kronen. Na Charles en andere Atlantic Records-artiesten te hebben gesteund, hielpen McCrea en Hendricks in 1958 The Raelettes te formeren. Pat Lyles was een Raelette, maar nooit een Cookie.

### Tweede bezetting
In 1961 verscheen een nieuwe versie van The Cookies in New York, waarbij Dorothy Jones zich bij nieuwkomers Earl-Jean McCrea (de jongere zus van Darlene) en een andere nicht van Dorothy, Margaret Ross, voegde. Jones nam in 1961 ook een solo-opname op voor Columbia Records. Dit trio had het grootste succes als The Cookies onder hun eigen naam; als achtergrondzang voor andere artiesten, waaronder de hits Breaking Up Is Hard to Do, The Dreamer en Bad Girl van Neil Sedaka en het opnemen van demo's voor Aldon Music, onder leiding van Carole King en Gerry Goffin. Ze verzorgden de achtergrondzang voor de hit The Loco-motion van Little Eva, evenals haar vervolghit Let's Turkey Trot, beide uit 1962, en voor de hitversie van Comin' Home Baby van Mel Tormé. Ze scoorden hun grootste hit in 1963 met het nummer Don't Say Nothin' Bad (About My Baby), dat nummer 3 bereikte in de Billboard r&b-hitlijst en nummer 7 in de Billboard pophitlijst.
De hit Chains uit 1962 werd opgenomen door The Beatles op hun debuutalbum Please Please Me. Earl-Jean McCrea verliet de groep in 1965 na twee solosingles, waaronder de eerste opname van het nummer I'm Into Something Good van Goffin/King, beroemd gemaakt door Herman's Hermits.
The Cookies brachten ook verschillende opnamen uit onder andere namen, meestal met Margaret Ross op leadzang. Hun alternatieve namen op opnamen waren The Palisades (Chairman), The Stepping Stones (Philips), The Cinderellas (Dimension) en The Honey Bees (alleen Fontana 1939).
In april 1967 brachten ze hun laatste plaat uit, geproduceerd door The Tokens. Darlene McCrea keerde terug om haar zus te vervangen voor deze opname.
Margaret Ross, nu Margaret Williams, toert vandaag als The Cookies met nieuwe achtergrondzangeressen. Ze treedt ook af en toe op met Barbara Harris en The Toys.

## Overlijden
Margie Hendrix overleed op 14 juli 1973 op 38-jarige leeftijd. Dorothy Jones overleed in Columbus aan complicaties van de ziekte van Alzheimer op 25 december 2010 op 76-jarige leeftijd. Darlene McCrea overleed op 4 februari 2013 aan de gevolgen van kanker.

## Discografie

### Singles
- 1962: Chains
- 1963: Don't Say Nothin' Bad (About My Baby)
- 1964: Girls Grow Up Faster